# Krater (datorspel)
Krater är en indiedatorspelstrilogi för Microsoft Windows från 2012, utvecklat och utgivet av Fatshark. Genren är Action-RPG och spelen hämtar inspiration från Diablo och Syndicate. Hittills har man namngett två delar ur trilogin, Krater: Shadows over Solside och Krater: Pledge of the Patriarch varav den förstnämnda redan publicerats.

## Krater: Shadows over Solside
Shadows over Solside, är seriens första episod och släpptes 12 juni 2012 via Steam. Handlingen utspelar sig i ett postapokalyptiskt Sverige och tar sin början i Norrmalm.